# Ellipteroides (Progonomyia) destrictus
Ellipteroides (Progonomyia) destrictus is een tweevleugelige uit de familie steltmuggen (Limoniidae). De soort komt voor in het Neotropisch gebied.